# Кастања (Виченца)
Кастања (итал. Castagna) је насеље у Италији у округу Виченца, региону Венето.
Према процени из 2011. у насељу је живело 15 становника. Насеље се налази на надморској висини од 906 м.